# منجم ذهب مخملي
منجم ذهب مخملي (بالإنجليزية: Velvet Goldmine)‏ هو فيلم دراما تم إنتاجه في المملكة المتحدة والولايات المتحدة وصدر في سنة 1998. من بطولة إيوان مكريغور وكريستيان بيل وجوناثان ريس مايرز وتوني كوليت وإدي آيزارد.

## الممثلون والشخصيات
- جوناثان ريس مايرز
- كريستيان بيل
- إيوان مكريغور
- توني كوليت
- إدي آيزارد

## الميزانية والإيرادات
بلغت تكلفة إنتاج الفيلم حوالي 9 ملايين دولار بينما حقق أرباحا تقدر بـ 1,053,788 دولار.

## وصلات خارجية
- منجم ذهب مخملي على موقع IMDb (الإنجليزية)
- منجم ذهب مخملي على موقع ميتاكريتيك (الإنجليزية)
- منجم ذهب مخملي على موقع الموسوعة البريطانية (الإنجليزية)
- منجم ذهب مخملي على موقع روتن توميتوز (الإنجليزية)
- منجم ذهب مخملي على موقع نتفليكس (الإنجليزية)
- منجم ذهب مخملي على موقع ألو سيني (الفرنسية)
- منجم ذهب مخملي على موقع Turner Classic Movies (الإنجليزية)
- منجم ذهب مخملي على موقع أول موفي (الإنجليزية)
- منجم ذهب مخملي على موقع بوكس أوفيس موجو (الإنجليزية)
- منجم ذهب مخملي على موقع فيلمافينيتي (الإسبانية)